# Franziskanerkloster Dramburg
Das Kloster Dramburg war ein Kloster des Franziskanerordens in Dramburg, heute Drawsko Pomorskie, im damaligen östlichen Brandenburg. Es bestand vom 14. bis zum 16. Jahrhundert.

## Lage
Das Kloster lag innerhalb der Stadtmauer in der Südwestecke der Neustadt. Die Klosterstraße erinnerte später noch an dessen Existenz. Von der Anlage ist nichts mehr erhalten. Auf dem Gelände befindet sich heute die Grundschule.

## Geschichte
Das Kloster wurde 1375 erstmals erwähnt. 1350 hatte es wahrscheinlich noch nicht existiert. Es gehörte zur Kustodie Stettin der Ordensprovinz Sachsen (Saxonia) und lag damals in der brandenburgischen Neumark und im Bistum Cammin.
Über die Geschichte sind kaum Nachrichten erhalten. 1375 wurde festgelegt, dass das Kloster jährlich einen Hirsch an den Bischof als Abgabe zu leisten und wöchentlich eine Messe in der Kapelle der Familie von Wedel auf deren Gut zu halten habe.
Vor 1509 übernahm das Kloster die Martinianischen Konstitutionen, die von einer gemäßigten Auslegung der Armutsgelübde bestimmt waren; seit 1520 gehörte es zur martinianischen Ordensprovinz vom heiligen Johannes dem Täufer (Saxonia S. Johannis Baptistae).
Wahrscheinlich wurde das Kloster um 1537 aufgelöst, als in der Neumark die Reformation eingeführt wurde. 1538 war der Franziskaner Faustinus Schliepe der erste evangelische Prediger in Dramburg.
1557 ging das Kloster in den Besitz von Joachim von Wedel über und wechselte danach mehrmals den Besitzer. 1844 wurde auf dem Gelände die Stadtschule errichtet.

## Wirtschaft
Das Kloster besaß geringen Landbesitz bei Dramburg und in Woltersdorf, der verpachtet wurde. Es hatte mehrere Termineien, mindestens eine davon außerhalb der Diözese Kammin.